# Said ibn Zayd

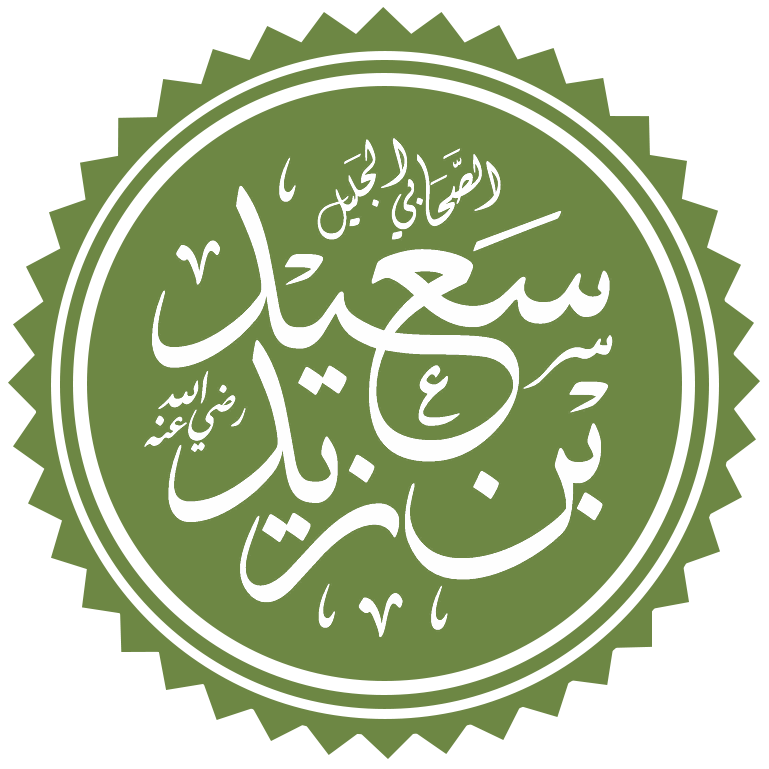

Said ibn Zayd (Arabisch: سعيد بن زيد) (ca. 593 - ca. 673) was een metgezel van Mohammed en tevens volgens de islamitische traditie een van de tien personen die bestemd zijn voor het Paradijs. Zijn volledige naam is Said ibn Zayd ibn Amr.
Said ibn Zayd was een vroege bekeerling tot de islam en toen hij zich bekeerde was hij amper 20 jaar oud. Hij was getrouwd met Fatimah bint al-Chattab, de zuster van de tweede kalief Omar ibn al-Chattab.
Said was een secretaris van Mohammed en nam de Koranverzen die werden geopenbaard tot zich en leerde die uit zijn hoofd. Hij was een vrome man die nooit iets deed wat tegen de leer van de islam inging. Ook nam hij deel aan alle oorlogen, behalve aan de Slag bij Badr, en vocht dapper voor zijn geloof. De reden dat hij niet actief kon zijn bij de oorlog van Badr was omdat hij samen met Talha ibn Oebeydullah door Mohammed was uitgezonden om informatie te verzamelen over het Qoeraisj-leger voor de betreffende oorlog.

## Familie
- Said ibn Zayd was de zoon van Zayd ibn Amr
- Khattab ibn Nufayl was de vader van Omar ibn al-Chattab, de tweede kalief van de islam
- Zijn vader Zayd ibn Amr was vóór de islam een monotheïst die de zuivere leer aanhing van Ibrahim

Abû Bakr As-Siddîq · ʿUmar ibn al-Khattâb · ʿUthmân ibn Affân · ʿAlî ibn Abî Tâlib · Talha ibn ʿUbayd Allâh · Zubayr ibn al-Awwâm · ʿAbdur Rahman ibn ʿAwf · Saʿd ibn Abi Waqqâs · Abu Ubayda ibn al-Jarrah · Saʿîd ibn Zayd